# 音羽搖籠會
音羽搖籠會（日语：音羽ゆりかご会）是日本的兒童合唱團，於1933年在東京都文京區音羽町成立，播放及收錄日本及海外的日本兒童歌曲。從1943年至1951年，它也是NHK東京兒童合唱團，隸屬於日本放送協會的東京廣播電台（JOAK）網絡。
1990年，音羽搖籠會在美國紐約市卡內基音樂廳舉行一個獨立音樂會。

## 參看
- 合唱
- NHK東京兒童合唱團
- 北京天使合唱團
- 維也納少年合唱團
- 搖籃曲

## 外部連結
- 音羽搖籠會官方網站 （页面存档备份，存于） （日語）